# Злотово (Жнінський повіт)
Злотово (пол. Złotowo, нім. Schlottau) — село в Польщі, у гміні Барцин Жнінського повіту Куявсько-Поморського воєводства.
Населення — 282 особи (2011).
У 1975-1998 роках село належало до Бидгощського воєводства.

## Демографія
Демографічна структура станом на 31 березня 2011 року:
|          | Загалом | Допрацездатний вік | Працездатний вік | Постпрацездатний вік |
| -------- | ------- | ------------------ | ---------------- | -------------------- |
| Чоловіки | 134     | 30                 | 96               | 8                    |
| Жінки    | 148     | 32                 | 96               | 20                   |
| Разом    | 282     | 62                 | 192              | 28                   |